# Sołomijówka
Sołomijówka (ukr. Соломіївка) – wieś na Ukrainie, w obwodzie rówieńskim, w rejonie sarneńskim, w hromadzie Dąbrowica. W 2001 liczyła 590 mieszkańców, spośród których 587 wskazało jako ojczysty język ukraiński, 2 rosyjski, a 1 białoruski.
W okresie międzywojennym wieś znajdowała się w granicach II RP, wchodząc w skład gminy Dąbrowica w powiecie sarneńskim, w województwie wołyńskim.